# La Stampa
La Stampa (La Imprenta) es un periódico fundado en Turín en 1867 con el nombre de Gazzetta Piemontese. En la primera época el diario salía de la tipografía de Casimiro Favale en la vía Dora Grossa (la actual Via Garibaldi), tenía una tirada de veinte mil ejemplares y dos ediciones diarias; desde 1867 fue dirigido por Giovanni Roux, creador de una línea intensa a conjugar herencia y resurgimiento con la nueva instancia política y social. 
En 1895 se hace director y propietario Alfredo Frassati, que dio al cotidiano su nombre actual y un perfil nacional. La sede fue desplazada a un palacio de piazza Solferino. 
En 1900 el cotidiano llegó a editar cincuenta mil ejemplares diarios; se dio vida a un suplemento ilustrado deportivo y a la revista "La Donna", dedicada a la cultura femenina. Por haber tomado posiciones contra el asesinato de Giacomo Matteotti, Frassati debió dimitir y vender el diario a la familia Agnelli. En 1934 "La Stampa" abre una prestigiosa sede en la nueva Via Roma.
Hubo una mudanza en 1968, conservando todavía los salones del piso para el público, mientras el rotativo con los despachos de redacción y de administración se trasladaron a la vía Marenco, donde están actualmente, en un edificio laminado en vidrio, realizado bajo proyecto de Vittorio Bonadè Bottino y Luigi Ravelli. 
En 1975 nació el suplemento literario Tuttolibri, en 1981 el suplemento científico Tuttoscienze (ahora TsT), dirigido por Piero Bianucci. Desde 1999 existe la edición en Internet.
Actualmente es el tercer periódico nacional, con una tirada de cerca de 500 000 ejemplares. 
Es leído sobre todo en el norte, por una gran mayoría en el Piamonte y en Liguria. Un acuerdo para la salida conjunta con una serie de pequeños y medianos periódicos dispersos por toda Italia (los mayores de los cuales son Cronache di Napoli, Corriere di Caserta, Cronache del Mezzogiorno, Il Domani della Calabria, Il Domani di Bologna, aun cuando los resultados han mejorado con muchos de ellos entre 2004 y 2005, no ha conseguido la difusión en otras regiones.
El actual director es Mario Calabresi.
La redacción está en vía Marenco 32 en Turín, el principal establecimiento de imprenta está en vía Giordano Bruno 84, siempre en Turín.
Una rúbrica histórica es sin dudas el "Specchio dei tempi".
Entre sus colaboradores literarios estuvo Giovanni Corvetto, letrista de himnos patrióticos durante la Guerra ítalo-turca y la Primera Guerra Mundial.